# Вернес, Густаво Энрике
Густа́во Энри́ке Ве́рнес (порт.-браз. Gustavo Henrique Vernes более известный, как Густаво Энрике порт.-браз. Gustavo Henrique; родился 24 марта 1993 года в Сан-Паулу) — бразильский футболист, защитник клуба «Коринтианс».

## Клубная карьера
Энрике — воспитанник клуба «Сантос». 17 июня 2012 года в матче против «Фламенго» он дебютировал в бразильской Серии А. 27 октября 2013 года в поединке против «Коринтианса» Густаво забил свой первый гол за «Сантос». В составе клуба он дважды выиграл Лигу Паулиста.

## Международная карьера
В 2015 году в составе олимпийской сборной Бразилии Энрике стал бронзовым призёром Панамериканских игр в Торонто. На турнире он принял участие в матчах против команд Уругвая и Панамы.

## Достижения
- Чемпион штата Сан-Паулу (3): 2012 (не играл), 2015, 2016
- Чемпион штата Рио-де-Жанейро (2): 2020, 2021
- Чемпион Бразилии (1): 2020
- Финалист Кубка Бразилии (1): 2015
- Обладатель Суперкубка Бразилии (2): 2020, 2021 (не играл)
- Финалист Кубка Либертадорес (1): 2021
- Обладатель Рекопы Южной Америки (1): 2020
- Бронзовый призёр Панамериканских игр (1): 2015